# David Abadias i Aurín
David Abadias i Aurín   (Barcelona, 31 de juliol de 1973) és bisbe auxiliar de l'Arquebisbat de Barcelona des del 14 de febrer del 2023. És doctor en Història de l'Església i medievalista.
Nascut a Barcelona, va estudiar al seminari i fou ordenat el 13 de desembre de 1998. Va ser sacerdot de Caldes de Montbui i Granollers. El 2004 va anar a Roma per estudiar Història de l'Església a la Pontifícia Universitat Gregoriana de Roma durant quatre anys. A la tornada fou nomenat rector a Matadepera i després a Mollet del Vallès i Sant Fost de Campsentelles. Des de l'1 de febrer de 2016 i fins al 2022 fou degà de la Facultat Antoni Gaudí de l'Ateneu Universitari Sant Pacià. El febrer del 2023 va ser nomenat bisbe auxiliar de Joan Josep Omella, per acompanyar en aquesta tasca Sergi Gordo i Xavier Vilanova. Ha publicat una Breu història de l’Església a l’edat mitjana (2015) i Breu història dels Concilis Ecumènics (2017), entre d'altres.